# 朱錦榮
朱錦榮（1951年—），台灣京劇演員，現任台灣國立國光劇團排練指導。
幼年與弟弟朱克榮考進中華民國空軍的京劇團隊大鵬劇隊附設的大鵬劇藝實驗學校學習京劇表演藝術，工文淨（唱工花臉；文花臉；銅鎚花臉；銅錘花臉；銅鎚；銅錘），並能演奏京劇胡琴（京胡）、京劇二胡（京二胡）等京劇樂器。
畢業後參加台灣軍方京劇隊的表演工作，得過軍方頒發的幾個獎項。
1995年，國立國光劇團剛成團，就應聘出任排練指導1職，與張義奎是該團最資深的2位排練指導。
國光劇團創團初期，請梅蘭芳生前的學生劉元彤來台執導梅派戲《龍女牧羊》，他擔任助手。
20世紀末，國光劇團請中國國家1級導演盧昂來台執導台灣題材新編古裝京劇《鄭成功與臺灣》，在台北市國家戲劇院、台南市國立成功大學巡迴公演，他與盧導演合作，並在劇中串演荷蘭台灣總督。
2001年，國光劇團前藝術總監朱楚善執導的《牛郎織女天狼星》，也找他合作。
他還參加《釵頭鳳》、《梁山伯與祝英台》等崑曲的導演工作（與沈斌合作）。
於2010年收魏竹嶢為徒，指導其學習京劇淨行。

## 外部連結
- 國立國光劇團朱錦榮資料網頁 （页面存档备份，存于）
- 台湾故事·排练指导朱锦荣  （页面存档备份，存于）